# Аномалия Бугера

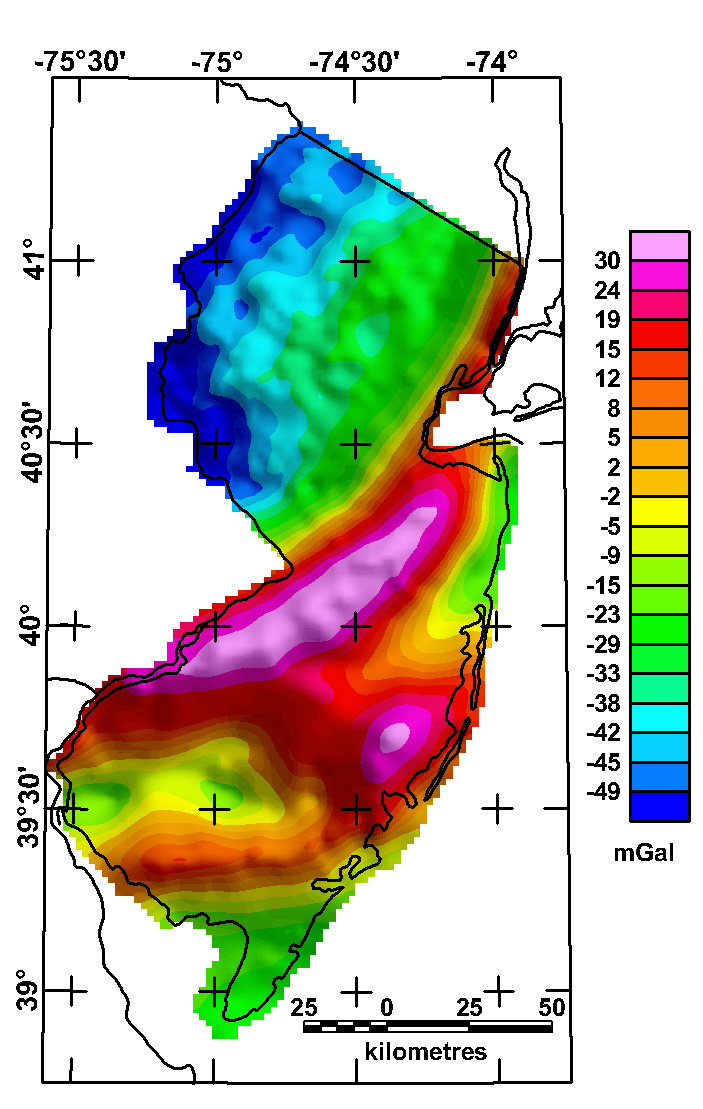
Карта аномалии Бугера на территории штата Нью-Джерси, США (USGS)

Аномалия Бугера — гравитационная аномалия, расхождение между теоретически вычисленным и реальным значением гравитационного поля Земли в определённой точке референц-эллипсоида. Названа в честь французского астронома и геодезиста Пьера Бугера (фр. Bouguer).

## Аномалия
Величина аномалии Бугера связана с наблюдаемым значением ускорения свободного падения g следующим образом:
{\displaystyle g_{B}=g_{obs}-g_{\lambda }+\delta g_{F}-\delta g_{B}}
{\displaystyle g_{B}=g_{F}-\delta g_{B}}, где
- {\displaystyle g_{B}} — аномалия Бугера;
- {\displaystyle g_{obs}} — наблюдаемая величина ускорения свободного падения;
- {\displaystyle g_{\lambda }} — поправка на широту (поскольку Земля не является идеальной сферой);
- {\displaystyle \delta g_{F}} — поправка на высоту над уровнем моря;
- {\displaystyle \delta g_{B}} — поправка, именуемая редукция Бугера;
- {\displaystyle g_{F}} — высотная гравитационная аномалия.

Редукция Бугера называется простой или неполной, если местность можно приближенно представить в качестве бесконечной плоскости, называемой поверхностью Бугера. Уточнённая, или полная редукция Бугера позволяет полностью учесть влияние рельефа местности. Разность между этими двумя видами редукции Бугера — дифференциальный гравитационный эффект неравномерности местности, называемый также «эффект рельефа». Эта величина всегда имеет отрицательное значение.

## Простая редукция
Ускорение силы тяжести g вне поверхности Бугера направлено перпендикулярно к этой поверхности, с магнитудой в 2πG раз больше массы на единицу площади, где G — гравитационная постоянная. Это зависит от расстояния до поверхности Бугера (это может быть доказано, наиболее просто в случае закона Гаусса для ньютоновской гравитации, но также может быть доказано и для закона всемирного тяготения). Значение G = 6,67428(67)·10−11 м3·с−2·кг−1, отсюда получаем значение {\displaystyle g} 4,191 ×·10−11 м3·с−2·кг−1 на единицу площади. С учётом, что 1 Гал = 0,01 м/с², получаем 4,191 × 10-5 мГал м²·кг−1 на единицу площади. Для средней плотности пород (2,67 г/см³) это дает 0,1119 мГал/м.
Редукция Бугера для поверхности Бугера толщиной {\displaystyle \scriptstyle H}
{\displaystyle \delta g_{B}=2\pi \rho GH}, где ρ — плотность материала и {\displaystyle G} — гравитационная постоянная.
Подъём над поверхностью Земли приводит к уменьшению силы тяжести на 0,3086 мГал/м, кроме того, к этой величине добавляется эффект от поверхности Бугера, так называемый градиент Бугера — 0,1967 мГал/м.